# Давідовіче
Давідовіче (Стрільці, пол. Dawidowicze) — село в Польщі, у гміні Заблудів Білостоцького повіту Підляського воєводства. Населення — 65 осіб (2011).

## Історія
Вперше згадується 1576 року. Тоді в ньому мешкали пущанські стрільці. У 1868 році в селі заснована церковна школа грамоти (просвіти).
У 1975—1998 роках село належало до Білостоцького воєводства.

## Демографія
Демографічна структура станом на 31 березня 2011 року:
|          | Загалом | Допрацездатний вік | Працездатний вік | Постпрацездатний вік |
| -------- | ------- | ------------------ | ---------------- | -------------------- |
| Чоловіки | 33      | 1                  | 21               | 11                   |
| Жінки    | 32      | 1                  | 10               | 21                   |
| Разом    | 65      | 2                  | 31               | 32                   |